# Gous-Khroustalny
Pour les articles homonymes, voir Gous.
Gous-Khroustalny (en russe : Гусь-Хрустальный) est une ville de l'oblast de Vladimir, en Russie, et le centre administratif du raïon de Gous-Khroustalny. Sa population s'élevait à 51 552 habitants en 2021.

## Géographie
Gous-Khroustalny est arrosée par la rivière Gous, un affluent de l'Oka. Elle se trouve à 61 km au sud de Vladimir et à 192 km à l'est de Moscou.

## Histoire
Gous-Khroustalny a été fondée au milieu du XVIIIe siècle en raison de la construction d'une verrerie en 1756. Les produits de cette usine sont célèbres dans tout le pays. Au XIXe siècle, l'industrie textile s'y est aussi développée. Elle accéda au statut de commune urbaine en 1927 et au statut de ville en 1931.

## Population
Recensements (*) ou estimations de la population
| 1859  | 1885  | 1897*  | 1923*  | 1926*  |
| ----- | ----- | ------ | ------ | ------ |
| 3 282 | 6 229 | 12 000 | 12 200 | 17 922 |

| 1939*  | 1959*  | 1970*  | 1979*  | 1989*  |
| ------ | ------ | ------ | ------ | ------ |
| 40 225 | 54 158 | 64 516 | 71 598 | 76 360 |

| 2002*  | 2010*  | 2012   | 2013   | 2021*  |
| ------ | ------ | ------ | ------ | ------ |
| 67 121 | 60 784 | 59 653 | 58 571 | 51 552 |

## Transports
Elle est reliée à Vladimir et à Riazan par la route fédérale R132.

## Personnalités
- Sergueï Safronov (1930-1960), pilote de chasse soviétique, est né à Gous-Khroustalny.